# Sheryl Trevena
Sheryl Trevena – australijska judoczka.
Złota medalistka mistrzostw Oceanii w 1985. Brązowa medalistka Australii w 1985 i 1988 roku.